# Suphalomitus okinavensis
Suphalomitus okinavensis is een insect uit de familie van de vlinderhaften (Ascalaphidae), die tot de orde netvleugeligen (Neuroptera) behoort. 
Suphalomitus okinavensis is voor het eerst wetenschappelijk beschreven door Okamoto in 1909.